# Voudenay
Voudenay – miejscowość i gmina we Francji, w regionie Burgundia-Franche-Comté, w departamencie Côte-d’Or.
Według danych na rok 1990 gminę zamieszkiwały 242 osoby, a gęstość zaludnienia wynosiła 11 osób/km² (wśród 2044 gmin Burgundii Voudenay plasuje się na 670. miejscu pod względem liczby ludności, natomiast pod względem powierzchni na miejscu 374.).